# Virtuti
Virtuti – polski telewizyjny film wojenny z 1989 roku w reżyserii Jacka Butrymowicza.

## Fabuła
Druga połowa września 1939 roku. Ppor. Brejer razem z oddziałem swoich saperów otrzymuje rozkaz wysadzenia mostu. Obiecany materiał wybuchowy nie dociera. Brejer dostaje więc rozkaz wycofania się i połączenia z resztą dywizji. Po drodze, cierpiąc z żołnierzami głód i niewygody, przyłącza się do różnych oddziałów, zbiera rozbitków, walczy. Od niemieckiego jeńca dowiaduje się w końcu, że do Polski wkroczyli Sowieci. Wreszcie, ze swoimi ludźmi udaje mu się dotrzeć do macierzystej jednostki, ale ta właśnie poddaje się Niemcom.

## Role
- Kazimierz Wysota − ppor. Brejer
- Wojciech Wysocki − kpt. Zaremba
- Zbigniew Buczkowski − sierżant, szef batalionu
- Stanisław Niwiński − kpt. Macek
- Maciej Góraj − plut. Kozdra
- Dorota Pomykała − kobieta usiłująca przedostać się do Buczacza
- Arkadiusz Bazak − pułkownik
- Jerzy Rogalski − szer. Zielak
- Józef Nalberczak − major
- Artur Barciś − kan. Jehorek
- Gustaw Lutkiewicz − burmistrz Grajewa
- Jerzy Zass − starszy posterunkowy Pokaz
- Aleksander Trąbczyński − Johanes Stoltz, wzięty do niewoli zwiadowca niemiecki
- Stanisław Brudny − ksiądz
- Krzysztof Jędrysek − kapitan Górski
- Henryk Talar − kapitan
- Jan Piechociński − porucznik Drzewiecki
- Jerzy Janeczek − porucznik Józef Groński
- Marek Frąckowiak − szef dywizji
- Jacek Domański − żołnierz
- Bogusław Sar − żołnierz
- Grzegorz Pawłowski − żołnierz
- Zdzisław Szymborski − żołnierz przy umierającym Janku
- Jerzy Gudejko − adiutant kapitana Górskiego
- Andrzej Mastalerz − drużynowy Jasiński

i inni.